# Nagyfejű laposteknős
A nagyfejű laposteknős (Acanthochelys macrocephala) a hüllők (Reptilia) osztályába, a teknősök (Testudines) rendjébe és a kígyónyakúteknős-félék (Chelidae) családjába tartozó faj.

## Előfordulása
Dél-Amerikában, Argentína, Bolívia, Brazília és Paraguay területén honos.

## Külső hivatkozás
- Képek az interneten fajról